# Pokr Sepasar
Pokr Sepasar – wieś w Armenii, w prowincji Szirak. W 2011 roku liczyła 173 mieszkańców.